# Jean Gimpel
Jean Gimpel (geboren 10. Oktober 1918 in Paris; gestorben 16. Juni 1996 in London) war ein französischer Historiker mit dem Schwerpunkt auf der Erforschung des Mittelalters und Essayist. Sein Werk beschäftigt sich vorwiegend mit technikgeschichtlichen Fragestellungen.

## Leben
Jean Gimpel war ein Sohn des Pariser Kunsthändlers René Gimpel, der 1945 von den Deutschen im Konzentrationslager Neuengamme umgebracht wurde. Ein Bruder der Mutter war der britische Kunsthändler Joseph Duveen. Während der deutschen Besetzung Frankreichs gehörte Jean wie auch seine älteren Brüder Charles und Peter der Résistance an. Er wurde mit dem Croix de guerre, Médaille de la Résistance ausgezeichnet und wurde Mitglied der Ehrenlegion. Seine Brüder führten nach Kriegsende den Kunsthandel fort, während er als Brotberuf den Diamantenhandel erlernte. Gimpel gab 1963 das Tagebuch des Vaters heraus. Er heiratete im Jahre 1946 die Bretonin Catherine Cara, mit der er zwei Söhne und eine Tochter hatte.

## Historiker
Gimpel war ein Spezialist des 13. Jahrhunderts sowie der mittelalterlichen Technikgeschichte.
Während des Zweiten Weltkriegs war er im französischen Widerstand tätig. Nach dem Krieg arbeitete er in London. Sein Buch Die Kathedralenbauer war ein Erfolgsbuch, das eine sehr hohe Auflage erzielte. Später verglich er ähnliche Entwicklungen in Frankreich zwischen 1050 und 1265 mit denen in den USA zwischen 1850 und 1953. Er schloss daraus auf eine Periode des abschließenden Niedergangs, welche die westliche Zivilisation bedroht. Seine Analyse war der Schwerpunkt einer Internationalen Konferenz über den Untergang des Westens. Er erweiterte seine Warnung in seinem letzten Buch The End of the Future. Ken Follett inspirierte er zu dem Roman Die Säulen der Erde, wie Follett im Vorwort zur deutschen Ausgabe des Kathedralenbauer schreibt.
Mit Lynn White war er Gründer der Villard-de-Honnecourt-Gesellschaft für die interdisziplinäre Erforschung mittelalterlicher Wissenschaft, Technologie und Kunst („Avista“) in Kalamazoo/Michigan. Die Arbeiten Gimpels trugen zur Rehabilitierung des Mittelalters bei.

## Werke (Auswahl)
- Die industrielle Revolution des Mittelalters.  Artemis, Zürich/München 1980, ISBN 3-7608-0499-3.
- Das Ende der Zukunft. Deukalion, Holm 1995, ISBN 3-930720-15-9.
- Die Kathedralenbauer. Deukalion, Holm 1996, ISBN 3-930720-18-3.